# Синицын, Николай Борисович
Никола́й Бори́сович Сини́цын (22 января [4 февраля] 1917, Лопасня, Московская губерния — 7 ноября 1985, Чехов, Московская область) — советский футболист, защитник.

## Карьера
В московское «Динамо» Синицын пришёл в 1938 году из болшевского. В том же году он дебютировал в чемпионате СССР — 15 июня во встрече с «Темпом». За два года Николай сыграл 14 матчей. В 1940 году ушёл в минское «Динамо», в его составе провёл один сезон в классе «Б».